# Gabriel Erik von Haartman
Gabriel Erik von Haartman, född den 9 mars 1757 i Nagu socken, död den 2 augusti 1815 i Åbo, var en finländsk läkare och statsman.

## Biografi
Gabriel Erik von Haartman var son till häradsskrivaren och vice landskamreraren Gabriel Haartman och Margaretha Lithander, och sonsons son till Jakob Bengtsson Haartman.
Haartman blev 1771 student vid Kungliga Akademien i Åbo, avlade 1779 medicine licentiatexamen och utnämndes 1781 till adjunkt samt 1784 till professor i praktisk medicin vid nämnda universitet.
Samtidigt som Haartman med framgång ägnade sig åt läkaryrket och den medicinska vetenskapen, riktade han sitt intresse även åt andra håll. Han var en av Finska hushållningssällskapets stiftare och fick 1805 dess pris för Anmärkningar rörande landtmäteri- och storskiftesförfattningarna i Finland.
Från 1806 var Haartman en av direktörerna vid det då inrättade diskontverket i Åbo. 1808 valdes han, då universitetets rektor, att som universitetets deputerad avgå till Sankt Petersburg.
Haartman adlades 1810, utnämndes 1811 till ordförande i det då inrättade Collegium medicum, kallades samma år till adjoint hos chefen för konseljens finansexpedition, blev 1812 chef för denna expedition samt var 1812–1813 interimschef för kammarexpeditionen.
Angående Haartmans verksamhet som finanschef och politisk personlighet i övrigt var samtidens åsikter delade. Som vetenskapsman hedrades han med inval i Vetenskapsakademien i Stockholm med flera lärda samfund.
Haartman var far till Lars Gabriel och Carl Daniel von Haartman samt farfar till Viktor von Haartman.